# Leichtathletik-Weltmeisterschaften 2013/Teilnehmer (Tansania)
| Gelbes Symbol für Goldmedaillen mit stilisierten Olympischen Ringen | Graues Symbol für Silbermedaillen mit stilisierten Olympischen Ringen | Braundes Symbol für Bronzemedaillen mit stilisierten Olympischen Ringen |
| ------------------------------------------------------------------- | --------------------------------------------------------------------- | ----------------------------------------------------------------------- |
| —                                                                   | —                                                                     | —                                                                       |

Der Leichtathletik-Verband Tansanias stellte zwei Teilnehmer bei den Leichtathletik-Weltmeisterschaften 2013 in der russischen Hauptstadt Moskau.

## Ergebnisse

### Männer
| Athlet                 | Disziplin | Vorlauf | Vorlauf | Halbfinale | Halbfinale | Finale       | Finale |
| Athlet                 | Disziplin | Zeit    | Platz   | Zeit       | Platz      | Zeit         | Platz  |
| ---------------------- | --------- | ------- | ------- | ---------- | ---------- | ------------ | ------ |
| Mohamed Ikoki Msandeki | Marathon  |         |         |            |            | 2:24:20 h SB | 39     |
| Faustine Mussa         | Marathon  |         |         |            |            | 2:20:51 h    | 34     |